# Metallotionein
Metallotionein är ett protein som bildas speciellt i leverceller och njurarnas tubulusceller, som har ett stort inslag av cystein och som binder koppar, zink, kadmium, och kvicksilver.